# اولاف دوم، پادشاه نروژ
اولاف دوم نروژ (نروژی: Norway's Eternal King; 995 – ۲۹ ژوئیهٔ ۱۰۳۰) که بعدها به عنوان سنت اولاف شناخته می‌شد، پادشاه نروژ از ۱۰۱۵ تا ۱۰۲۸ سال بود.
حماسه اولاف هارالدسون به هویت ملی تبدیل شد. به خصوص در دوره ملی‌گرایی رمانتیک، اواف نماد استقلال و غرور نروژی بود. نماد اولاف یک جنگجوی تبر به دست در کت و شلوار مخصوص نروژی است.